# Улица Добрице Ћосића (Београд)
| Улица · ДОБРИЦЕ ЋОСИЋА | Улица · ДОБРИЦЕ ЋОСИЋА                      |
| ---------------------- | ------------------------------------------- |
|                        |                                             |
| Општина                | Стари Град                                  |
| Почетак                | Улица поп Лукина                            |
| Крај                   | Косанчићев венац                            |
| Дужина                 | око 100 m                                   |
| Ширина                 | 5-6 m                                       |
| Названа                | 2019.                                       |
| Стари називи           | Златарска (1872–1896), Задарска (1896–2019) |
|                        |                                             |
|                        |                                             |
| Улица Добрице Ћосића   |                                             |

Улица Добрице Ћосића једна је од старијих градских улица у Београду. Протеже се правцем од Топличиног венца и Улице поп Лукине до Косанчићевог венца дужином од око 100 m. Налази се на Општини Стари град.

## Име улице
Ова улица је два пута током историје мењала име. Звала се Златарска улица од 1872. до 1896. године, а затим Задарска од 1896. до 2019. године.

## Историја
Улица Добрице Ћосића је кривудава улица у заштићеној амбијенталној средини. Овај део града проглашен је за културно добро од великог значаја. Дуго је носила име по граду Задру, који је у време краја деветнаестог века био важан центар српског народа. У знак захвалности, тадашњи српски владари улицу су назвали Задарска. Дух старог времена је сачуван у краткој кривудавој улици поплочаној турском калдрмом. Почетком 2019. године улица је добила име по српском књижевнику Добрици Ћосићу.

## Суседне улице
- Косанчићев венац
- Улица поп Лукина
- Сребрничка
- Кнеза Симе Марковића
- Топличин венац

## Улицом Добрице Ћосића
Кућа у Добрице Ћосића 6 је породична кућа архитектонског пара Којић, Бранислава и Данице Којић. Сама зграда је нежних и заобљених контура које прате кривину саме Улице Добрице Ћосића. Кућа је подигнута 1926. године као архитектонско ремек дело које је један од првих примера експресионизма у српској архитектури. Ентеријер је осмислила Даница Којић.
- Улица Добрице Ћосића број 6, кућа Бранислава Којића
- Еркер прозор на кући Добрице Ћосића број 6
- Натпис некадашње Задарске улице
- Табла са називом улице
- Добрице Ћосића 7
- Угао Добрице Ћосића и Сребрничке
- Поглед на Улицу Добрице Ћосића